# Darugači
Darugači (iz tatarskega даруга, daruğa) je bil uradnik Mongolskega cesarstva, ki je bil pristojen za pobiranje davkov in administracijo v določeni provinci. To vlogo je pogosto imel kar guverner.  Uradniški naslov darugači ustreza perzijskemu naslovu shahna, turškemu  basqaq in kitajskemu tal u hua ch'i.
V Rusiji so darugačije skoraj vedno imenovali baskak. Pojavili so se kmalu po mongolskih osvojitvah ruskih ozemelj, leta 1328 pa jih je veliki knez Vladimir ukinil in sam postal pooblaščen kanov pobiralec davkov (kürgen) v ruskih kneževinah, ki so spadale v Zlato hordo.
Uradnike so naslavljali z aristokratskim  naslovom nojan (gospod), leta 1921 pa so jih preimenovali v darga (šef).